# María Bereová de Montero
María Bereová de Montero případně María Angélica Bereová de Montero (13. dubna 1914, Buenos Aires – 5. července 1983, El Palomar) byla argentinská šachistka. Druhé příjmení de Montero přijala po svatbě. Později se rozvedla a vzala si šachistu Francisco Benkö.

## Tituly
Titul WIM obdržela v roce 1952.

## Soutěže jednotlivkyň
Zúčastnila se několika národních a jihoamerických turnajů.

### Mistrovství Argentiny
Vyhrála Mistrovství Argentiny v šachu žen v roce 1951.

### Mistrovství světa
Jednou se zúčastnila turnaje o titul mistryně světa v šachu 1939 v Buenos Aires, kde se umístila na čtrnáctém až šestnáctém místě.
| Rok  | Turnaj                           | Místo        | Body | Partie | Výhry | Remízy | Prohry | Pořadí | Počet účastnic |
| ---- | -------------------------------- | ------------ | ---- | ------ | ----- | ------ | ------ | ------ | -------------- |
| 1939 | 7. mistrovství světa v šachu žen | Buenos Aires | 9,0  | 19     | 4     | 10     | 5      | 9.-10. | 20             |